# Josef Kolbeck
Josef „Sepp“ Kolbeck (* 16. März 1921; † unbekannt) war ein deutscher Radrennfahrer.

## Sportliche Laufbahn
Kolbeck war im Straßenradsport und im Bahnradsport aktiv. Er war von 1946 bis 1953 Berufsfahrer. Da die deutschen Radprofis nach dem Zweiten Weltkrieg bis in die 1950er Jahre keine Rennen im Ausland bestreiten durften, startete er ausschließlich in deutschen Rennen. Er fuhr für die Radsportteams Bauer und Express. In der Deutschland-Rundfahrt wurde er 1950 26., 1952 36. Im Grünen Band der IRA 1948 kam er nicht ins Ziel. Kolbeck gehörte 1953 zu den Fahrern der deutschen Nationalmannschaft, die an den Straßenradsport-Weltmeisterschaften erstmals nach Kriegsende wieder teilnehmen durften. Er schied im Verlauf des Rennens aus. Bei den Deutschen Meisterschaften im Bahnradsport 1953 wurde er Dritter im Zweier-Mannschaftsfahren. Er fuhr eine Reihe von Sechstagerennen. Sein bestes Resultat war der 6. Platz im Münchner Sechstagerennen 1950.